# Getik (Gegharkunik)
Pour l’article homonyme, voir Getik.
Getik (en arménien Գետիկ ; anciennement Nor Bashgyugh) est une communauté rurale du marz de Gegharkunik, en Arménie. Fondée en 1922, elle compte 491 habitants en 2008.